# مایل بر ساعت

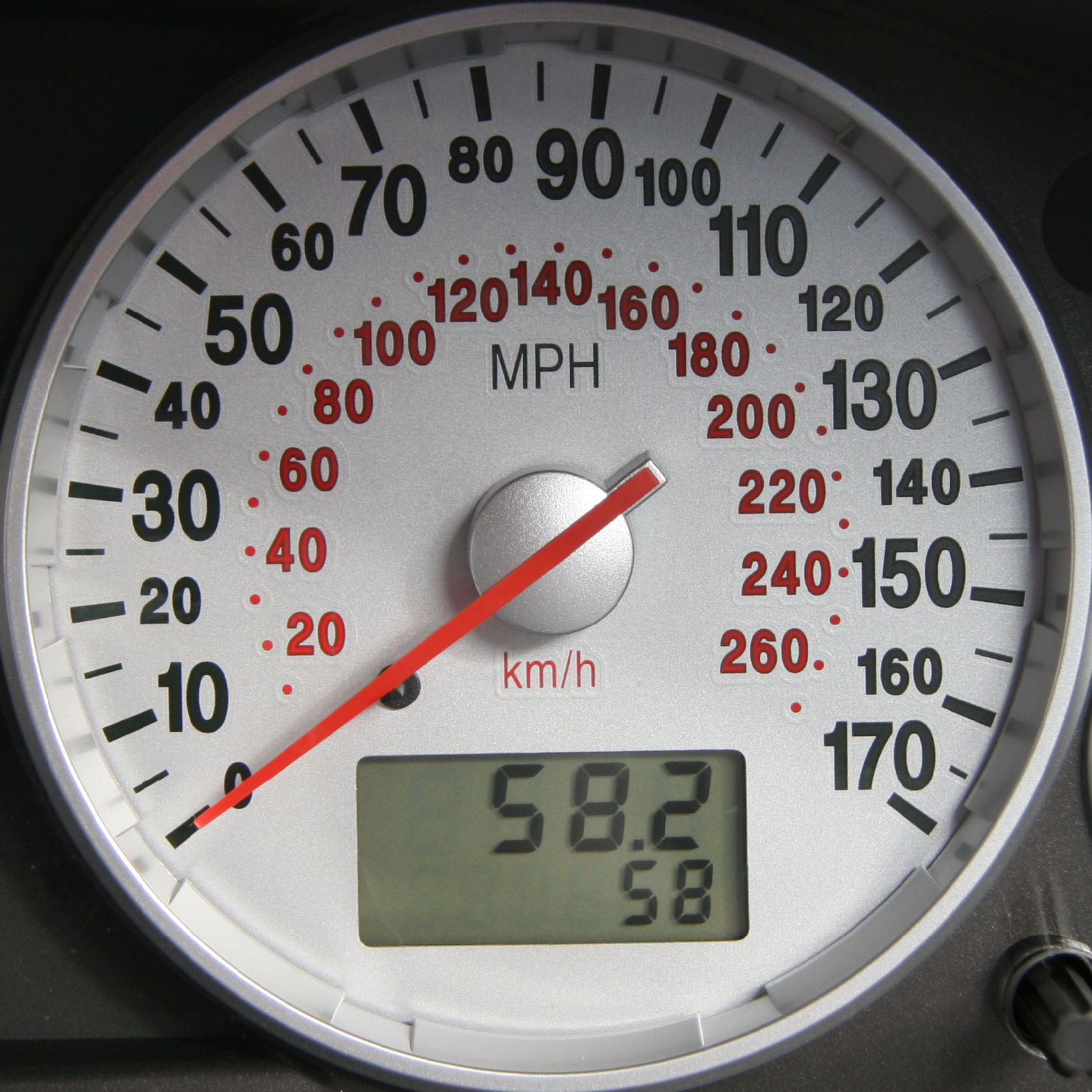
سرعت‌سنج یک اتومبیل در حال نشان دادن سرعت خودرو در دو واحد مایل بر ساعت (مشکی) و کیلومتر بر ساعت (قرمز)

مایل بر ساعت (مخفف انگلیسی: mph یا MPH) یکی از واحدهای اندازه‌گیری سرعت در مجموعه واحدهای دستگاه امپراتوری است که در دستگاه آمریکایی کاربرد داشته و بیانگر شمار پیموده شدن یکای سرعت در هر مایل است. این واحد در جاده‌های بریتانیا و ایالات متحده و همچنین قلمروها و مستعمرات آنها کاربرد دارد. همچنین واحد مایل بر ساعت در سیستم ریلی راه‌آهن کانادا نیز استفاده می‌شود.

## همچنین ببینید
- شتاب
- کیلومتر بر ساعت
- سال نوری
- سرعت برداری